# Mario Zanin
Mario Zanin   (Santa Lucia di Piave, 3 de juliol de 1940) és un ciclista italià, ja retirat, que fou professional entre 1965 i 1968.
De jove va ser futbolista, però després de fracturar-se el turmell es va dedicar al ciclisme. Com a amateur va prendre part en els Jocs Olímpics de Tòquio de 1964, en què guanyà la medalla d'or en la cursa en ruta individual, per davant Kjeld Rodian i Walter Godefroot. Com a professional sols destaca una victòria d'etapa a la Volta a Espanya de 1966.

## Palmarès
- 1963
  - 1r al Giro del Belvedere
- 1964
  -  Medalla d'or als Jocs Olímpics de Tòquio en ruta individual
  -  Campió d'Itàlia en ruta amateur
- 1966
  - Vencedor d'una etapa de la Volta a Espanya

### Resultats al Giro d'Itàlia
- 1965. 67è de la classificació general
- 1968. Abandona

### Resultats a la Volta a Espanya
- 1966. Abandona (18a etapa). Vencedor d'una etapa